# Kat Cheshmeh
Kat Cheshmeh (persiska: گَچ چِشمِه, گت چشمه, کت چشمه) är en ort i Iran.   Den ligger i provinsen Mazandaran, i den norra delen av landet, 240 km öster om huvudstaden Teheran. Kat Cheshmeh ligger 1 704 meter över havet och antalet invånare är 176.
Terrängen runt Kat Cheshmeh är lite bergig. Runt Kat Cheshmeh är det ganska tätbefolkat, med 60 invånare per kvadratkilometer. Närmaste större samhälle är Arẕet, 6,8 km norr om Kat Cheshmeh. Trakten runt Kat Cheshmeh består i huvudsak av gräsmarker.